# Nitrobacteraceae
Die Nitrobacteraceae (veraltet: Bradyrhizobiaceae, fehlerhaft: Nitrobacteriaceae) sind eine Familie von Bakterien. In dieser Gruppe sind, was Form, Ökologie und Stoffwechsel angeht, sehr verschiedene Arten (Spezies) zusammengefasst. Mit Nitrobacter und Bradyrhizobium sind hier zwei Bakteriengattungen vorhanden, die im Stickstoffkreislauf der Erde eine wichtige Rolle spielen. Die Nitrobacteraceae zählen zu der Gruppe der Proteobacteria. Der Gramtest fällt, wie bei  Proteobakterien üblich, negativ aus.
Die Vorsilbe des Familiennamens ‚Brady-‘ bezieht sich auf das lateinisch/griechische Adjektiv bradus für ‚langsam‘. Es weist auf die langsame Wachsgeschwindigkeit von Bradyrhizobium hin. Die Silbe ‚rhizo‘ bedeutet ‚Wurzel‘ und bezieht sich auf die Symbiose mit Pflanzen (vgl. Knöllchenbakterien). Die Vorsilbe des neuen Familiennamens ‚Nitro-‘ verweist auf die Eigenschaft der Stickstofffixierung (lateinisch Nitrogenium ist Stickstoff).

## Einige Gattungen
Die Gattung Rhodoblastus enthält phototrophe Bakterien, die unter Ausschluss von Sauerstoff zur Energiegewinnung die Photosynthese ausführen.
Die Arten von Bradyrhizobium leben in einer Symbiose wie die Knöllchenbakterien. Dies sind Stickstofffixierer, die mit verschiedenen Pflanzen der Familie der Hülsenfrüchtler (Leguminosen) symbiotische Gemeinschaften bilden, die in den so genannte Wurzelknöllchen lokalisiert sind. Beispielsweise können Bradyrhizobium japonicum und Bradyrhizobium elkanii mit der Sojabohne eine Symbiose eingehen. Hierbei stellt das Bakterium Stickstoff der Pflanze in einer für sie verwertbaren Form zur Verfügung, während die Pflanze dem Bakterium günstige Lebensbedingungen schafft. Die Pflanze bringt dem Bakterium Nährstoffe und schafft eine Umgebung, in der der Sauerstoffgehalt relativ gering ist (mikroaerophil), da die Stickstofffixierung nur unter sauerstoffarmen Bedingungen erfolgen kann. Landwirtschaftlich ist Bradyrhizobium somit sehr wichtig, da es den Stickstoffdünger unnötig machen kann.
Agromonas kann ebenfalls unter mikroaerophilen Bedingungen Stickstoff fixieren und wurde in Reiswurzeln gefunden.
Die Gattung Nitrobacter oxidiert Nitrit zu Nitrat und spielt somit eine wichtige Rolle im Stickstoffkreislauf. Die Oxidation von Nitrit zu Nitrat ist eine Teilreaktion der Nitrifikation. Die Nitrifikation ist Teil des natürlichen Stickstoffkreislaufes, wobei Ammoniak zu Nitrat oxidiert wird. Bakterien, die hierbei beteiligt sind, bezeichnet man als Nitrifizierer. Die Gattung Nitrobacter hat somit eine große ökologische Bedeutung. Im ersten, vorausgehenden Schritt der Nitrifikation werden durch andere Bakterien wie Nitrosomonas Ammoniak zu Nitrit oxidiert.
Es gibt aber auch freilebende Vertreter wie die Gattung Rhodopseudomonas, die im Meer und in Böden vorkommt.
Afipia felis kann Symptome einer Katzenkratzkrankheit hervorrufen.

## Systematik
Zu der Familie Nitrobacteraceae (bzw. Bradyrhizobiaceae) zählen folgende Gattungen (Stand 8. September 2021):
- Afipia Brenner et al. 1992
- Agromonas Ohta & Hattori 1985
- Blastobacter Zavarzin 1961
- Bradyrhizobium Jordan 1982
- Nitrobacter Winogradsky 1892
- Oligotropha Meyer et al. 1994
- Pseudolabrys Kämpfer et al. 2006
- Pseudorhodoplanes Tirandaz et al. 2015
- Rhodoplanes Hiraishi & Ueda 1994
- Rhodopseudomonas Czurda & Maresch 1937
- Tardiphaga De Meyer et al. 2012
- Variibacter Kim et al. 2014

Noch unbestätigt bzw. vorläufig sind:
- „Metalliresistens“ Noisangiam et al. 2010
- „Nitrosocystis“
- „Rhizobacterium“

Nicht mehr in der Familie, aber noch in derselben Ordnung Hyphomicrobiales (syn. Rhizobiales) werden geführt: 
- Microvirga Kanso & Patel 2003 (veraltet Balneimonas corrig. Takeda et al. 2004) ⇒ Methylobacteriaceae
- Bosea Das et al. 1996 ⇒ Boseaceae
- Rhodoblastus Imhoff 2001 ⇒ Roseiarcaceae
- Salinarimonas Liu et al. 2010 ⇒ Salinarimonadaceae